# Mannacicade
De mannacicade of kraakcicade (Cicada orni) is een insect dat behoort tot de cicaden (Auchenorrhyncha) en de familie Cicadidae.

## Kenmerken
Het is in zuidelijk Europa een van de bekendste zangcicades, die bekendstaan om hun typische krassende geluid, dat duidelijk te onderscheiden is van sprinkhanen. De cicade is uitstekend gecamoufleerd op boomschors vanwege de doorzichtige vleugels met bruine vlekken, ook het lichaam is onopvallend gevlekt. Op de vleugels van de mannacicade zitten 11 vlekjes. De mannacicade bereikt een totale lichaamslengte van ongeveer 25 millimeter en heeft een vleugelspanwijdte van ongeveer 70 mm.

## Leefwijze
De cicade leeft als larve enige jaren ondergronds om eenmaal volwassen slechts enkele weken tot maanden te leven. De cicade eet alleen als larve, de volwassen dieren nemen geen voedsel meer op. Ze dienen als voedsel voor gaaien en andere vogels.

## Voorkomen in Nederland
De cicade dook in juli 2010 op in Amsterdam toen een exemplaar werd aangetroffen op een iep bij het museum De Hermitage. De cicade is waarschijnlijk meegelift met een toerist of met ingevoerde planten uit zuidelijker streken en heeft zich nog niet permanent in Nederland gevestigd.

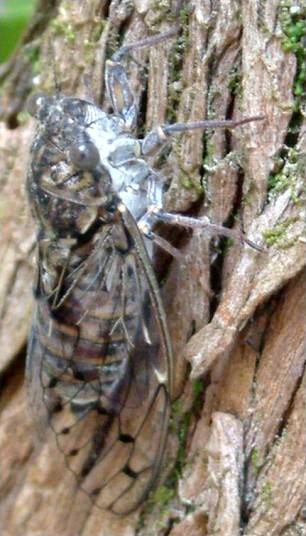
Op een boomstam
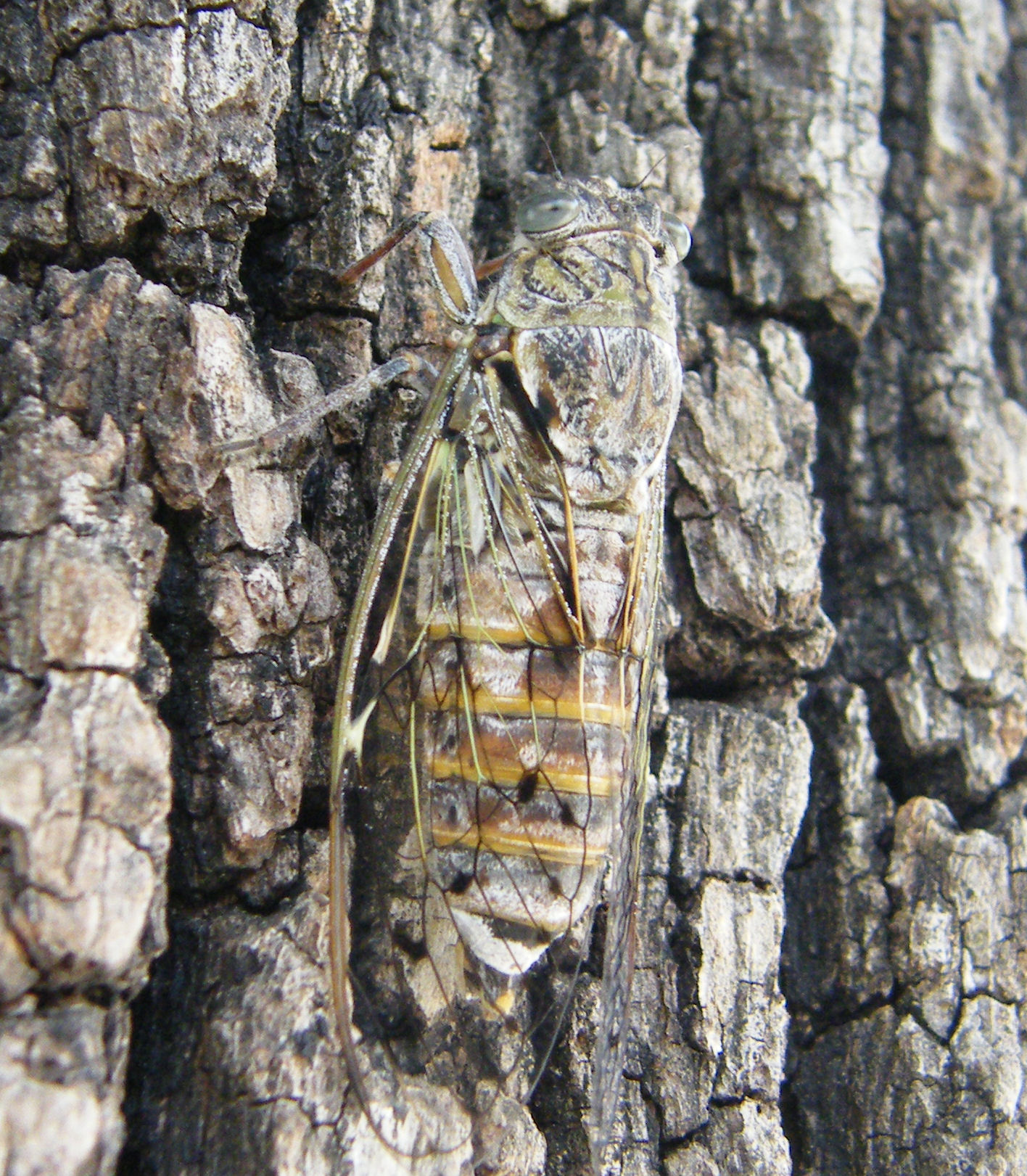
Op een boomstam in Kroatië
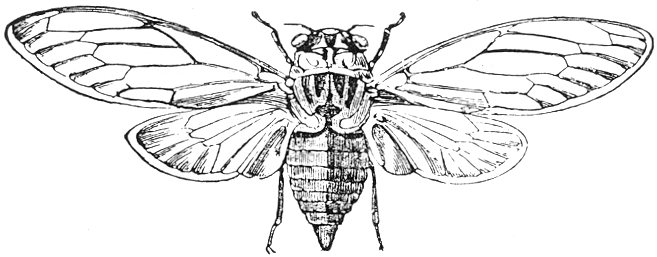
Tekening
- Zang (geluidsopname)